# Jan Šnobr
Jan Šnobr (16. září 1901 Klatovy – 1. prosince 1989 Praha) byl český básník, literární historik a kritik, bibliograf a editor. Narodil se v Klatovech, byl autorem knih pro mládež.

## Život
Absolvoval obecnou školu, gymnázium, studoval na Filozofické fakultě Univerzity Karlovy a na státní škole knihovnické (1920-1926).
Jako knihovník pracoval v Masarykově lidovýchovném ústavu, tam spolupracoval na seznamu 1200 vybraných knih pro veřejné knihovny. Od roku 1935 byl učitelem a zkušebním komisařem na Státní škole knihovnické, přednášel zde světovou literaturu. Mezi lety 1935 a 1939 pracoval jako literární redaktor v Dělnickém rozhlasu. V roce 1939 se stal komisařem na ministerstvu školství a národní osvěty. Roku 1945 byl jmenován odborným radou pro úsek státních doplňovacích knihoven, později vedl oddělení městských knihoven. Dále Šnobr pracoval v sekci knihoven obcí nad deset tisíc obyvatel a v knihovnickém výzkumnictví, později jako vedoucí rozpočtového oddělení. Přednášel slovanské a západní literatury, sovětskou literaturu, lidové knihovnictví a výchovu literaturou na PF UK a na FF UK světovou literaturu pro obor knihovnictví. Počátkem 50. let byl vězněn, v letech 1952–1956 pracoval v národním podniku Chirana. V letech 1956–1958 byl vedoucím studijního oddělení ve Státním projektovém ústavu spojů. V letech 1958–1962 pracoval jako vedoucí redaktor ve Státním nakladatelství dětské knihy v Praze.
Od roku se 1962 se stal spisovatelem svobodného povolání.

## Díla
Mezi jeho první sbírky patří například Spirála dní (340 výtisků, 1926), Modré vlny (1926), Světelná melodie, Prameny jara. Mezi jeho básně patří například Knihovník a panna, Severní záře, Růže a smrt. Absolvoval vojenskou službu, která poznamenala jeho dílo Druhá baterie. Po třiceti letech „pauzy" vydal Šnobr sbírku S pečetí vteřin.